# Монтеккья-ди-Крозара
Монтеккья-ди-Крозара (итал. Montecchia di Crosara) — коммуна в Италии, располагается в провинции Верона области Венеция.
Население составляет 4189 человек, плотность населения составляет 199 чел./км². Занимает площадь 21,1 км². Почтовый индекс — 37030. Телефонный код — 045.
Покровительницей коммуны почитается Пресвятая Богородица (Madonna di Monte Berico). Праздник ежегодно празднуется 8 сентября.

## Города-побратимы
- Дезуло, Италия